# (17013) 1999 CA82
A (17013) 1999 CA82 a Naprendszer kisbolygóövében található aszteroida. A LINEAR projekt keretében fedezték fel 1999. február 12-én.